# Christen Thaarup
Christen Thaarup (15. august 1795 i København – 6. april 1849 sammesteds) var en dansk litterat.
Han var en søn af etatsråd Frederik Thaarup og Margrethe Kirstine, født Barth. Thaarup blev på grund af faderens forskellige forflyttelser opfostret først i Norge, siden på Bornholm og, efter en temmelig uregelmæssig skolegang i Rønne, i det Schouboeske Institut og på Herlufsholm, privat dimitteret 1813. 1816 blev han ansat ved den lærde skole i Slagelse, men tog afsked 1819 for at studere videre til filologisk eksamen. Denne fik han dog ikke, men levede i København som litterat og manuduktør, hjalp en tid sin fader med redaktionen af bladet Dagen og deltog virksomt i stiftelsen af Studenterforeningen i 1820 sammen med sine venner Henrik Nikolai Krøyer, Christian Winther, Christian Wilster (hvis nekrolog han senere skrev i Genealogi og biografi Arkiv 1840) og flere, med hvem han også indtrådte i dens første seniorat. I 1827 blev han adjunkt i Helsingør, hvor han var bekendt som en temmelig streng og hidsig lærer. 22. juli 1831 ægtede han efter mange familievanskeligheder Anne Marie Caroline Keil (Hansen) (født 8. marts 1802), datter af gartner Hansen på Dronninggaard. 1839, ved Helsingør skoles nedlæggelse, gik han af med vartpenge og boede siden i små kår ved Helsingør (blandt andet på ejendommen Ørnholm i Tikøb Sogn) og i København til sin død. Thaarup havde livlige litterære interesser. Hans originale elegiske forsøg i Dansk Minerva 1816 betyde rigtignok ikke meget, men desto virksommere var han som oversætter af digte af Theodor Kørner, Gottfried August Bürger, Lord Byron, svenske og engelske romaner samt som udgiver. 1827 begyndte han et hæfteskrift, Dansk Bibliothek, indeholdende udvalg af ældre digteres værker, men der udkom kun ét hæfte (Jørgen Friis, Sorterups Heltesange). Efter sin afskedigelse udgav han 1840 Falsters satirer med en afhandling om digterens levned og skrifter, der bragte ham i polemik med den allestedsnærværende Israel Levin. Ved udgivelsen af Poul Møllers Efterladte Skrifter 1843 støttede han ved sin filologiske indsigt i en væsentlig grad Chr. Winther og havde også del i den 2. udgave 1848-49. F.L. Liebenbergs udgave af Johannes Ewald 1850-55 er delvis bygget på hans forarbejder, og en biografi af P.A. Heiberg offentliggjordes efter hans død i Historisk Tidsskrift (1860) og senere i bogform (1883). Endelig har han givet fortegnelser på danske oversættelser af klassiske skribenter 1822 og 1836.